# Neoarius coatesi
Neoarius coatesi is een straalvinnige vissensoort uit de familie van de christusvissen (Ariidae). De wetenschappelijke naam van de soort is voor het eerst geldig gepubliceerd in 1990 door Kailola.